# 微山蜗牛
微山蜗牛（学名：Cyclotus micron micron），是中腹足目山蜗牛科Cyclotus属的一种。主要分布于台湾，常栖息在森林下层的落叶中。